# Thotmus
Thotmus är ett släkte av skalbaggar. Thotmus ingår i familjen vivlar.
Kladogram enligt Catalogue of Life:
| Thotmus | \| \| Thotmus halli \| \| \| \| |
|         | \| \| Thotmus halli \| \| \| \| |
|         | Thotmus halli                   |
|         |                                 |